# Калдарово
Калдарово (баш. Ҡалдар) — деревня в Кугарчинском районе Республики Башкортостан Российской Федерации. Административный центр Волостновского сельсовета.

## География

### Географическое положение
Расстояние до:
- районного центра (Мраково): 25 км,
- ближайшей ж/д станции (Мелеуз): 47 км.

## История
Деревня основана в 1725 году. С июля 2015 года — административный центр Волостновского сельсовета.

## Население
| 2002 | 2009 | 2010 |
| ---- | ---- | ---- |
| 373  | ↘351 | ↘322 |

### Национальный состав
Согласно переписи 2002 года, преобладающая национальность — башкиры (75 %).